# 徳島市川内南小学校
徳島市川内南小学校（とくしまし かわうちみなみしょうがっこう）は、徳島県徳島市川内町宮島本浦にある公立小学校。

## 沿革
- 1873年（明治6年） - 宮島小学校開設。
- 1877年（明治10年） - 宮島小学校と改称。
- 1879年（明治12年） - 公立宮島小学校と改称。
- 1886年（明治19年） - 宮島尋常小学校と改称。
- 1892年（明治25年） - 第2川内尋常小学校と改称。
- 1897年（明治30年） - 川内南尋常高等小学校と改称。
- 1941年（昭和16年） - 川内南国民学校と改称。
- 1947年（昭和22年） - 徳島市川内南小学校と改称。

## 校歌
- 作詞: 河野直行
- 作曲: 坂東秀子

## 関連学校
- 徳島市立川内中学校

## 通学区域が隣接している学校
- 徳島市沖洲小学校
- 徳島市城東小学校
- 徳島市助任小学校
- 徳島市川内北小学校
- 松茂町立長原小学校